# Trolejbuski promet u Splitu
Trolejbuski promet u Splitu djelovao je od 1964. do 1968. u Splitu. Operater je bio tvrtka Promet Split, koja postoji i danas. Bio je to jedan od dva trolejbuska sustava u Socijalističkoj Republici Hrvatskoj.

## Povijest
U travnju 1963. godine tvrtka »Rade Končar« iz Zagreba u suradnji s tvornicom »Ikarbus« iz Zemuna proizvela je prvih pet trolejbusa za Split. Karoserija je došla iz tvornice Ikarus, a električna oprema iz Končara. Za izgradnju splitskog trolejbuskog sustava bile su zaslužne tvrtke »Rade Končar« i »Dalekovod« iz Zagreba te »Ante Jonić« iz Splita. Za potrebe vučne mreže izrađena su i ukopana u zemlju 63 stupa. Trolejbusi su službeno pušteni u promet 10. veljače 1964. godine, a svečanost presijecanja vrpce održao je Ante Zelić, predsjednik gradskog odbora. Trolejbusi su opsluživali liniju dugu otprilike 7 kilometara od gradske plaže do Solina svakih 10 minuta. Planirano je bilo daljnje proširenje trolejbuskog sustava do Trogira.
Zbog lošeg stanja ulične površine i čestih prekida u prometu uzrokovanih ispadanjem trola s mreže uslijed nedovoljne obuke vozača, trolejbusi su ukinuti 1968. godine.